# Будагова, Людмила Норайровна
Людми́ла Нора́йровна Буда́гова (3 сентября 1932, Калинин — 3 февраля 2022, Химки) — советский и российский литературовед-богемист, доктор филологических наук, заведующая Отделом истории славянских литератур Института славяноведения РАН, исследователь художественных направлений конца XIX — начала XX вв. в славянской литературе, чешской поэзии, взаимодействия разных видов искусств.

## Биография
Людмила Норайровна Будагова родилась в Калинине (ныне — Тверь). Отец — биохимик акад. Норайр Мартиросович Сисакян (1907—1966), мать — агрохимик-почвовед, сотрудник Тимирязевской академии. Во время войны вместе с матерью и братом Иосифом эвакуировалась в Казань, затем во Фрунзе (Бишкек). В 1950 г. поступила на филологический факультет МГУ. В 1955 г., закончив славянское отделение филфака, поступила в аспирантуру. В 1966 г. в Институте славяноведения АН СССР защитила кандидатскую диссертацию «Творчество Витезслава Незвала».
С 1959 г. работала в Институте славяноведения, сначала в качестве младшего научного сотрудника, затем — старший научный сотрудник, ведущий научный сотрудник, заведующая отделом, руководитель научного центра, заведующая Отделом истории славянских литератур.
В 1995 г. защитила докторскую диссертацию «Особенности развития литератур западных и южных славян (конец XIX — первая половина XX в.)».
Иностранный член Матицы сербской, лауреат премий Словацкой АН и Литературного фонда Чехии.
Награждена медалью философского факультета Карлова университета в Праге (1996), медалью Славянского фонда России «За вклад в сохранение и развитие Кирилло-Мефодиевского наследия».
Скончалась 3 февраля 2022 года в городе Химки. Похоронена на Большеволжском кладбище г. Дубна.

## Семья
Отец — Норайр Мартиросович Сисакян (1907—1966), советский биохимик, д.б.н., академик АН СССР, академик АН Армянской ССР.
Муж — Юлиан Арамович Будагов (1932—2021), российский физик, доктор физико-математических наук, главный научный сотрудник Лаборатории ядерных проблем им. В. П. Джелепова ОИЯИ.
Братья  —  Иосиф Норайрович Сисакян (1938—1995), специалист в области компьютерной оптики, лазерной физики, вычислительной техники и научного приборостроения, д.ф.м.н., профессор; Алексей Норайрович Сисакян (1944—2010), российский физик, академик РАН (2008) по отделению физических наук (ядерная физика), доктор физико-математических наук, директор Объединённого института ядерных исследований.

## Научная деятельность
Основная сфера научных интересов — художественные направления конца XIX — начала XX вв. в славянских литературах, чешская поэзия, взаимоотношения разных видов искусств.
Ранние работы посвящены истории чешской и словацкой поэзии. Кандидатская диссертация (1966) и монография «Витезслав Незвал. Очерк жизни и творчества» (1967) исследуют творчество чешского поэта, которого сначала характеризовали как модерниста, а в постсоветский период — как коммуниста. Впоследствии были написаны работы о творчестве К. Г. Махи, Й. Махара, А. Совы, О. Бржезины, К. Главачека, И. Волькера, В. Завады, Я. Заградничека, Я. Сейферта, М. Флориана, Я. Есенского, Р. Фабри, В. Рейсела. Благодаря видению творчества славянских писателей в общеевропейском контексте, во взаимодействии с различными течениями в мировом искусстве и анализу особенностей развития славянских литератур автор вышел к осмыслению литературного процесса в регионе Центральной и Юго-Восточной Европы, что нашло отражение в тематике докторской диссертации «Особенности развития литератур западных и южных славян (конец XIX — первая половина XX в.)» (1995).
Авангардизм в творчестве Незвала стал зачином для исследования авангардных течений в чешской литературе (поэтизм и сюрреализм), анализу литературного модернизма и авангарда у славянских народов (а отчасти авангарда и в других родах искусства, что связано с сотрудничеством с Институтом искусствознания). Был сделан вывод о более мягком варианте антитрадиционализма в модернизме и авангарде у славян, и сохранении интереса к романтизму.
Литературные связи славян стали еще одной темой для исследований. Л. Н. Будаговой организовывались конференции, посвященные отзвукам творчества классиков русской литературы — А. С. Пушкина, Н. В. Гоголя, М. Ю. Лермонтова в литературах западных и южных славян, инициировалось издание работ по взаимному восприятию России и славянства — «Россия в глазах славянского мира» (2007), «Славянский мир в глазах России» (2011), «Россия и русский человек в восприятии славянских народов» (2014).

## Основные работы
- Витезслав Незвал, 1900—1958: Очерк жизни и творчества. М.: Наука, 1967. 384 с.
- Der Poetismus: Zur Avantgarde — Problematik in der Tschechischer Literatur // Kunstlerische Avantgarde. Berlin, 1979 (2. Aufl. Berlin, 1981).
- К проблеме эволюции литературных связей // Советское славяноведение. 1985. № 6.
- Образы Сербии и Черногории в русском общественном сознании // Прилози проучавању српско-руских књижевних веза, Х — XX век. Нови Сад, 1993.
- Сюрреализм в Чехословакии, 30-е годы // Художественные процессы и направления в искусстве стран Восточной Европы 20-30-х годов XX века. М., 1995.
- «Зона» Аполлинера и развитие чешской поэзии 20-х гг. XX в. // Поэзия западных и южных славян и их соседей: развитие поэтических жанров и образов. М., 1996.
- Модернизм в литературах западных и южных славян: универсальное и оригинальное // Славянские литературы. Культура и фольклор славянских народов: XII Mеждународный съезд славистов (Краков, 1998). М., 1998.
- Český poetismus v evropském kontextu // Pocta 650. výročí založení Univerzity Karlovy v Praze: Sborník příspěvků přednesených zahraničními bohemisty na mezinárodním sympoziu v Praze 20-26. srpna 1998. Praha, 1998. D. 1.
- Содружество муз // Чешское искусство и литература. СПб., 2003.
- Чешский сюрреализм: динамика и функция // Литературные итоги XX в.: (Центральная и Юго-Восточная Европа). М., 2003.
- К вопросу о функции фантастики в чешской литературе XX века: (Некоторые аспекты проблемы) // Фантастика и сатира в литературе славянских народов: (В честь 80-летия С. В. Никольского). М., 2004.
- Коллаж в чешской поэзии и живописи (1920—1930-е гг.) // Русский авангард 1910—1920-х годов: проблема коллажа. М., 2005.
- Трое из одного поколения: Ян Заградничек, Вилем Завада, Владимир Голан. Попытка синхронного анализа // Славянский альманах 2005. М., 2006.
- Компаративистика в современных славистических исследованиях: ситуация в России // The Horizons of Contemporary Slavic Comparative Literature Studies. Warszawa, 2007.
- Аполлинер в чешской и польской поэзии // Cлавянский альманах 2007. М., 2008.
- «Величественное собрание славистов всего мира» // Славянский мир в третьем тысячелетии. М., 2009. Hrst vzpomínek na profesora Felixe Vodičku // Česká literární věda 20. století. K 100. výročí narozenin Felixe Vodičky. 41. Literární archiv. Praha, 2009.
- «Пражская весна» и «заморозки». Взгляд из Женевы и Москвы // 1968 год. «Пражская весна» (Историческая ретроспектива). М., 2010[4].
- Из воспоминаний о военном времени // Славянский мир в третьем тысячелетии. 2015. С. 146—160.
- Импульсы времени. Чешский литературный авангард в европейском контексте. М.: Индрик, 2020. 240 с.[8]
- Z mého života s českou literaturou: výbor z česky publikovaných prací. — Vydání první. — Sobotka: Šrámkova Sobotka, z.s., 2021. — 227 str.